# 東映特撮大図鑑
『スーパー・プレミアム・ビデオ　東映特撮大図鑑』（スーパー・プレミアム・ビデオ とうえいとくさつだいずかん）は、1992年6月25日に東映ビデオより発売された、東映制作の特撮作品で用いられた特撮技術をまとめたビデオソフトである。
ビデオ（VHS、セル・レンタル共通）とLD（セルのみ）がリリースされているが、DVD化は未定である。

## 概要
当時、『大予言/復活の巨神』を発表した東映が、作品の宣伝のために企画したものとして、特撮の様々な技術を紹介するだけでなく、特撮監督である矢島信男のインタビューも収録されている。
そのため、あらゆる特撮技術の制作過程も見ることができる。
ナレーションは、俳優・声優両面において東映特撮作品に関わっていた寺杣昌紀（現：てらそままさき）が務めている。

## 紹介された技術
- ワイヤーワーク
- ビデオ合成[1]
- 特殊効果
- 特殊メイク
- コンピューターグラフィックス
- オプチカルワーク

## スタッフ
- 製作総指揮：鈴木武幸
- 企画：吉川進
- 構成：赤星政尚
- 出演：矢島信男（特撮研究所）
- ナレーション：寺杣昌紀
- プロデューサー：髙寺成紀、白倉伸一郎
- 選曲：宮葉勝行
- 演出：佛田洋